# Кантабрійський хрест

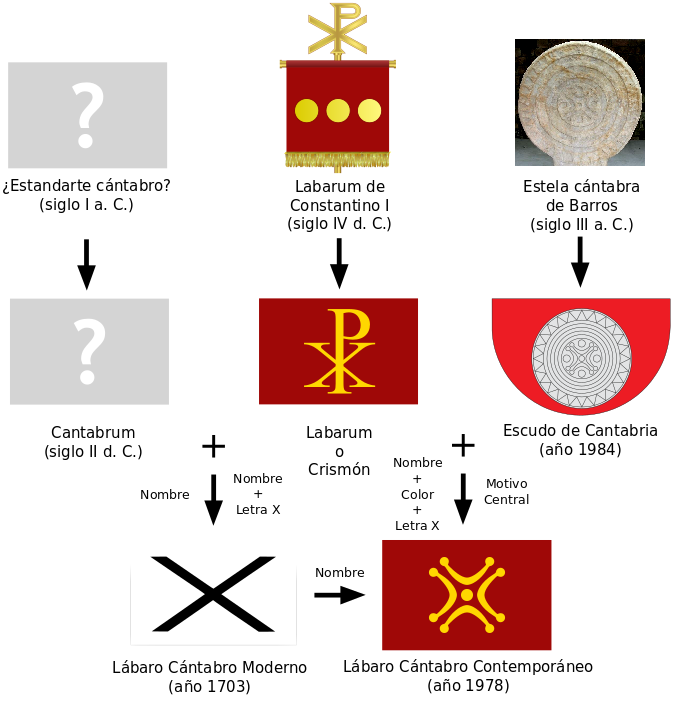
Походження кантабрійського хреста

Кантабрійський хрест або лабаро, Lábaro ( кантабрійська: lábaru cántabru або ісп. lábaro cántabro) є сучасною інтерпретацією стародавнього військового штандарта, відомого римлянами як Кантабрум. Він складається з фіолетового полотнища, на якому є те, що в геральдиці називається «салтиром порожнім», що складається з вигнутих ліній із горбками на кінці кожної лінії.
Назва та дизайн прапора входять до теорії, яку відстоюють кілька авторів  про зв’язок між походженням лабарума та військовим штандартом під назвою Кантабрум, отже ідентифікуючи обидва як одне й те саме; і передбачуваний зв'язок, встановлений Теодосійським кодексом між лабарумами та кантабраріями, школою римських воїнів, відповідальних за носіння кантабруму.
Крім того, згідно з визначенням Королівської академії іспанської мови, лабаро — це римський штандарт (як у військовому церемоніальному прапорі), на якому за часів правління імператора Костянтина було намальовано хрест і монограму Христа ( Хризма ). За асоціацією ідей лабаро може стосуватися лише самої монограми або навіть просто хреста.
Етимологічно це слово походить від (p)lab-, що означає говорити в ряді кельтських мов, багато з яких мають похідні. Наприклад, у валлійській llafar означає «говорити», «мова», «голос». У давньокорнській і бретонській мовах є lavar, «слово», а в давньоірландській мові labrad: «мова», «мовлення». 

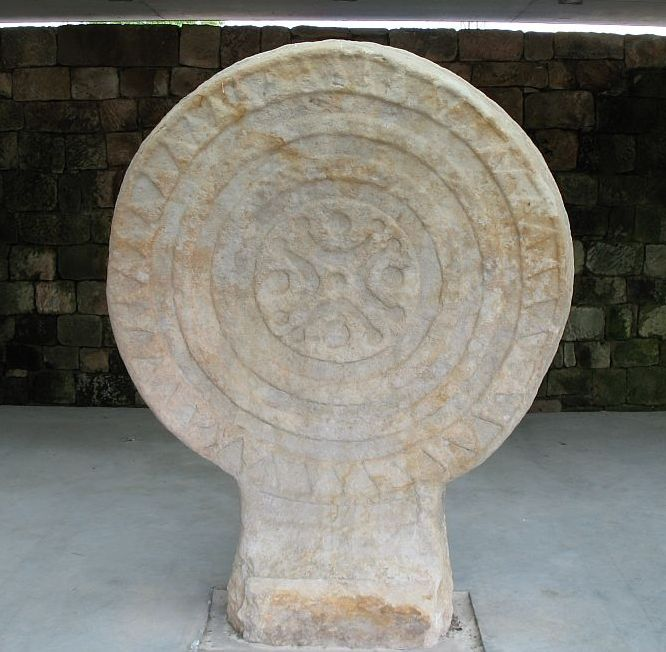
Кантабрійська стела Барроса, Кантабрія приблизно 2 століття до нашої ери. Вирізьблений у пісковику над опорою, його розміри становлять 1,70 м у діаметрі та 0,32 м у товщину.

## Правовий статус
Пленарне засідання парламенту Кантабрії на засіданні 14 березня 2016 року схвалило резолюцію в результаті опрацювання незаконодавчої пропозиції № 9L/4300-0056 щодо визнання Лабаро. 
"Парламент Кантабрії:
1. Визнає лабаро символом ідентичності кантабрійського народу та цінностей, які вони представляють.
2. Закликає інституції та громадянське суспільство Кантабрії активно популяризувати та брати участь у їхніх знаннях та поширенні як іконографічного вираження ідентичності кантабрійського народу. Збереження офіційного характеру прапора Співтовариства Кантабрії та інших інституційних символів Кантабрії."

## Зовнішні посилання
- Історія Labaro (ісп.)